# Bob Gosse
Bob Gosse (né le 9 janvier 1963) est un réalisateur et producteur de cinéma américain.

## Biographie
Bob Gosse est le réalisateur de Niagara, Niagara en 1997 et de Tucker Max : Histoires d'un serial fucker (I Hope They Serve Beer in Hell) en 2009.

## Filmographie
- 1996 : The Last Home Run (en)
- 1997 : Niagara, Niagara
- 2001 : Julie Johnson
- 2009 : Tucker Max : Histoires d'un serial fucker (I Hope They Serve Beer in Hell)